# Aladdin (film fra 1906)
 For alternative betydninger, se Aladdin (flertydig). (Se også artikler, som begynder med Aladdin)
Aladdin (originaltitel: Aladin ou la lampe merveilleuse (dansk: Aladdin og den vidunderlige lampe) er en fransk stumfilm fra 1906 af Albert Capellani.
Filmen er baseret på eventyret om Aladdin og den vidunderlige lampe. 

## Medvirkende
- Georges Vinter som Aladin
- Paul Capellani
- Liane de Pougy
- André Deed
- Louise Willy